# Épernon
 Épernon  es una población y comuna francesa, en la región de  Centro, departamento de Eure y Loir, en el distrito de Chartres y cantón de Maintenon.

## Demografía
| 2417 | 3329 | 4200 | 4950 | 5097 | 5498 |
| Para los censos de 1962 a 1999 la población legal corresponde a la población sin duplicidades (Fuente: INSEE [Consultar]) |      |      |      |      |      |